# Blidö
Blidö – miejscowość (tätort) w Szwecji, w regionie administracyjnym (län) Sztokholm, w gminie Norrtälje.
Według danych Szwedzkiego Urzędu Statystycznego liczba ludności wyniosła: 266 (31 grudnia 2015), 258 (31 grudnia 2018) i 270 (31 grudnia 2019).